# Чабановский, Василий Фёдорович
Василий Фёдорович Чабановский (укр. Василь Федорович Чабанівський; 25 февраля 1887 — 19 августа 1963) — украинский военный деятель. Генерал-хорунжий.
Один из инициаторов создания в 1943 году Украинской освободительной армии, военного формирования украинских добровольцев в составе Вермахта.

## Биография
Родом из Полтавской губернии. В 1912 году окончил Тифлисское военное училище, в 1918 году — два курса Военной академии Генерального штаба. Участник Первой мировой войны. Последнее звание в российской армии — капитан.
С июля 1918 года служил в Генеральном штабе Армии Украинской державы. С 1 октября того же года — старший адъютант штаба 6-го Полтавского корпуса Армии Украинской державы. В декабре был назначен заместителем начальника одного из отделов штаба Левобережного фронта войск директории Украинской народной республики.
25 января 1919 — начальник оперативного отдела штаба Запорожского корпуса армии УНР. В мае того же года был назначен атаман-квартирмейстером Запорожской группы армии УНР. С 7 июня по 30 июня 1919 — и. о. начальника штаба 6-й Запорожской дивизии армии УНР, с 1 по 25 августа — начальник штаба Запорожской группы армии УНР.
В начале декабря заболел тифом. 18 апреля 1920 был назначен начальником оперативного отдела Генерального штаба армии Украинской Народной Республики. С 4 мая того года — начальник штаба комендатуры города Винница.
С 25 июня вновь служил начальником оперативного отдела Генерального штаба. С 4 августа — в распоряжении начальника штаба армии. 8 августа был назначен начальником штаба 4-й Серой бригады 2 Волынской дивизии, с 15 сентября — начальником штаба 5 Херсонской стрелковой дивизии. 5 октября 1920 ему присвоено звание подполковника.
В конце 1920 вместе с украинскими войсками был интернирован на территории Польши.
С конца сентября 1922 — начальник управления подготовки войск Главного управления Генерального штаба УНР.
В 1928 году поступил на службу офицером в Войско Польское. С 1939 года проходил службу в 81-м польском пехотном полку в г. Гродно. Последнее звание в польской армии — майор.
Участник немецко-польской войны: в сентябре 1939 года во главе батальона 2-го Гродненского полка оборонял Львов. 22 сентября 1939 перед вступлением советских войск во Львов с разрешения польского командования выехал из города и добрался до Варшавы, где поступил в распоряжение правительства УНР в изгнании.
В 1943 году был среди инициаторов создания Украинской освободительной армии, военного формирования украинских добровольцев в составе Вермахта.
В 1945 году эмигрировал в Западную Германию, в 1950 — переехал в США, жил в Чикаго, где и умер в 1963 году.
В эмиграции ему было присвоено звание — генерального хорунжего